# Fight the Sky
Fight the Sky est un groupe de post-hardcore américain originaire de Sacramento, en Californie. 

## Histoire du groupe
Formé en 2002, le groupe est connu pour être un important projet parallèle du chanteur de Papa Roach Jacoby Shaddix.
Celui-ci est la voix lead du groupe et utilise le pseudonyme John Doe. Fight the Sky se forme durant l'hiver 2002 par trois amis de longue date, Wade Khail (guitare), Jay Ingram (batterie) et Ali Abrishami (guitare basse). En 2003, tous trois débutent l'écriture de leur premier album, intitulé Seven Deadly Songs.
Jacoby Shaddix, alors chanteur et producteur rejoint alors le groupe pour l'enregistrement du disque en 2004.

## Membres du groupe
- Jacoby Shaddix : chant
- Wade Khail : guitare, chant
- Ali Abrishami : basse, guitare, chant
- Jay Ingram : batterie, percussions